# ユサナ
ユサナ ヘルス サイエンス（USANA Health Sciences INC.、USANAとも。以下ユサナと記述する）はアメリカ合衆国、ユタ州の企業。マイロン・ウェンツ博士により1992年に創立された。
連鎖販売取引によるサプリメント、スキンケア製品の販売を目的とした企業で、研究・開発、製造の大部分をアメリカ合衆国で行なっている。
現在、世界14カ国に進出。2003年1月14日に日本法人・日本ユサナ株式会社（東京、資本金1億7000万円）を設立、同2003年2月24日より営業を開始。日本ユサナは、日本訪問販売協会、東京商工会議所に加盟している。

## 概要
1992年7月20日、ユタ州に、創業者（現在会長）のマイロン・ウェンツ博士によって設立。企業理念は、「私は痛みや苦しみ、疫病の無い世界の実現を目指しています。ユサナファミリーは地球上で最も健康なファミリーとなるでしょう。私のビジョンを分かち合いましょう。皆が人生を愛し、幸福で健康な人生を送れることを願って。」である。
複数のスポーツ団体の後援企業として製品を無償提供している。
2008会計年度の国・地域別の売り上げは、
北アメリカ地域では、アメリカ合衆国が$161,194,000で37.6％、カナダが$74,979,000で17.5％、メキシコが$23,630,000で5.5％。
アジア太平洋地域では、東南アジア・環太平洋地区が$91,348,000で21.3％、東アジア（日本を含む）、$61,410,000で14.3％、北アジアが$16.451,000で3.8％。
2008会計年度の世界総売上は4億2900万ドル。
連鎖販売取引で製品を販売しており、会員は子会員を、子会員は孫会員を募集して顧客を獲得する。製品は会社の直販か会員の小売を通して購入することができる。
2007年、幹部社員の複数が経歴詐称をしていたことが繰り返し発覚した。
これには、Denis Waitley（理事/a member of the board of directors）、Ladd McNamara（研究開発の責任者でバイス・プレジデント/the Vice President of Research and Development、後に医師免許を剥奪され医学顧問を辞した）、Timothy Wood（生物学の博士号を詐称）、Gilbert Fuller（副社長/Executive Vice Presidentで最高財務責任者、公認会計士/CPAの資格を失効後も詐称）らが含まれている。
2007年、フォーブス誌の“200 Best Small Companies（優良小企業200社）”から外れ、同誌の論説には産業と行政の専門家が、USANAの商習慣と製品に対する疑問を掲載した。
USANAはこれに対していくつかの主張を否定して、論説は誤認を含んでいると主張するプレスリリースを発表した。

## 沿革
- 1992年:7月ユサナ ヘルス サイエンス社設立。
- 1996年:ナスダック上場
- 1997年:米ネットワークマーケティングトゥデイ紙の人気投票で1位を獲得。以後2008年現在まで10年連続1位に選ばれる。
- 1998年:年間純売上が1億ドル突破。
- 1999年:メキシコに総合ウェルネスセンター「サノビブ」を設立。デトックスをテーマに研究、教育、治療のための代替医療施設。PDR（Physicians' Desk Reference）に、一部の製品が掲載される。（以後2009年現在まで11年連続掲載、PDRとは、フィジシャンズ・デスク・リファレンスの略で、3000ページにも渡る医薬品が掲載されている医師向けの卓上参考書。）
- 2001年:CHF（Children's Hunger Fund）の募金活動に参加。2006年までに300万ドル以上を寄付。
- 2002年:デイブ・ウェンツが社長に就任。オリーブの実から得られる抗酸化成分ポリフェノールを独自の技術で抽出した「オリボル」で米国特許取得（米国特許番号6,358,542、6,361,803）。
- 2004年:デイブウェンツが、米国訪問販売協会（DSA）の役員に選出される。米・経済紙フォーブス (雑誌)の優良小企業トップ200社にランクイン。（2004年～2006年3年連続受賞）
- 2007年:スキンケア製品に採用されているセルフプリザービングフォーミュラ（保存料無添加処方）で米国特許取得（米国特許番号7,214,391）。マイロン・ウェンツが、アルバート・アインシュタイン賞を受賞。[1]食品承認プログラムによりGMPの承認を受ける。ライナス・ポーリング研究所と研究提携を拡大。
- 2008年:ユタ州「ベスト オブ ステート アワード」の栄養補助食品と美容パーソナルケア製品部門を5回目の受賞。CEOのデイブ・ウェンツが、米国訪問販売協会（DSA）の会長に選出される。
- 2009年:ユタ州「ベスト オブ ステート アワード」栄養補助食品部門、美容パーソナルケア製品部門、栄養補助ドリンク部門を受賞。CEOのデイブ・ウェンツが、Forbes.comにより 「アメリカで最もパワフルな40歳以下のCEO」の1人として選出される。[2]

## 連鎖販売取引
ユサナは連鎖販売取引で製品を販売しており、会員は健康食品などの購入・販売を行うと同時に、自分の配下で働く他の会員を勧誘する。
ユサナの商品には売上高に応じた「ポイント」が設定されており、1人が2人（もしくは4人）を勧誘する「バイナリープラン」に従って、ポイントが支払い規定値に達したときに報酬を支払う。ポイントが支払い規定値に達しない場合、ポイントは翌週に蓄積される。会員が報酬を受け取る資格を維持するためには、4週間毎に一定のポイントの自己消費、もしくは販売する必要がある。
2009年2月にカナダの Radio-Canada によって放送された調査報告によれば、一部のUSANA会員が、健康促進効果表示を偽り、カナダの商取引法および販売店契約を違反した違法な勧誘行為をしていたケースも見られた。

## 取扱商品

### サプリメント
主力製品は、ヘルスパックと呼ばれるマルチビタミン、マルチミネラル、ハーブ加工食品である。その他、カルシウム、オメガ3系（EPA、DHA、ω3 脂肪酸）、コエンザイムQ10、イチョウ葉エキス、グルコサミン、バイオフラボノイド、ルテイン、プロテインなどと言った成分を含むサプリメントを販売している。

### スキンケア
サンセイ・ビューティフル・サイエンスと呼ばれるシリーズで、基礎化粧品、バス用品などを販売している。
比較的販売価格が高い費用の理由として、ユサナは自社のサプリメントなどが高品質であるためと主張している。

## 後援活動
USANAは様々なスポーツチームや個人の選手を後援し、後援金やサプリメントの無償提供を行っている。
アメリカのボブスレーチーム「USA Bobsled Team Radcliff」、アメリカとカナダのスピードスケートチーム、イギリスのショートトラックチームへの資金提供も行っており、カナダの Cross Country Canada 、Biathlon Canada 、USA Luge 、 のサプライヤーでもある。
2006年には、Sony Ericsson WTA tour の共同スポンサーシップにもなった。
以下、公式スポンサーアスリート
- デレック・パーラ スピードスケート選手。2002年ソルトレイクシティオリンピック金メダリスト。
- ティモシー・ブラッドリー 現WBO世界スーパーライト級王者、元WBC世界スーパーライト級王者。
- ワシリー・ジロフ 元IBF世界クルーザー級チャンピオン。アトランタオリンピックボクシングライトヘビー級金メダリスト。
- ジェニファー・ハイル カナダ・フリースタイルスキーヤー。
- D・J・カラスコ プロ野球の投手。

など。